# Utternäbbmus
Utternäbbmus (Potamogale velox) är ett däggdjur i familjen tanrekar som förekommer i centrala Afrika. Arten är den enda i sitt släkte.

## Utseende
Djuret påminner om en utter men är inte närmare släkt med rovdjuret. Arten har en strömlinjeformig kropp och en avplattad nos. Pälsen består av tät underull som är täckt av grova täckhår. Ovansidan har en mörkbrun till svart färg och undersidan är vitaktig till gul. Utternäbbmusen har små ögon, små men synliga yttre öron och näsborrar som kan slutas. Den på sidan tillplattade svansen används i vattnet liksom en paddel. De korta extremiteterna har ingen simhud mellan tårna och används inte vid simning. Utternäbbmusen är det enda däggdjuret som utför horisontala vågrörelser med kroppen när den simmar i motsats till bland annat valar och sälar som utför vertikala vågrörelser. Med detta beteende liknar utternäbbmusen mer fiskar och krokodiler.
Arten når en kroppslängd (huvud och bål) mellan 29 och 35 cm, en svanslängd av 24 till 29 cm och en vikt mellan 340 och 400 gram.

## Utbredning och habitat
Utternäbbmusen lever i det centralafrikanska låglandet samt i upp till 1 800 meter höga bergstrakter som är täckta av regnskog. Utbredningsområdet sträcker sig från Nigeria och Sydsudan i norr till Angola och Zambias nordöstra hörn i söder.

## Ekologi
Utternäbbmusen har bra simförmåga. Den är främst aktiv på natten och vilar på dagen i underjordiska bon (vid kanten av vattendrag) som fodras med gräs och löv. Ingången ligger under vattenytan. Utanför parningstiden lever varje individ ensam. Revirets gränser markeras antagligen med avföring. Födan utgörs främst av krabbor som fångas i vattnet men äts på land. Dessutom ingår fiskar, vattenlevande insekter och groddjur i födan.
Fortplantningssättet är nästan outrett. Honor har två spenar och föder vanligen tvillingar.

## Status och hot
Hotet utgörs främst av habitatförstörelse när nedhuggna träd flyttas längs vattendrag. Utternäbbmusen jagas även för pälsens skull. Populationen minskar men IUCN listar arten fortfarande som livskraftig (LC).